# Seznam hor a kopců v Čadu
Toto je seznam hor a kopců v Čadu.

## Tabulka
| Pořadí | Název                    | Výška (m) | Region          | Souřadnice                 |
| ------ | ------------------------ | --------- | --------------- | -------------------------- |
| 1      | Emi Koussi               | 3415      | Borkou          | 19°49′ s. š., 18°29′ v. d. |
| 2      | Tarso Emissi (Mouskorbe) | 3376      |                 | 21°21′ s. š., 18°36′ v. d. |
| 3      | Tarso Ahon (Tarso Taro)  | 3325      |                 | 20°20′ s. š., 18°23′ v. d. |
| 4      | Tarso Toussidé           | 3265      |                 | 21°2′ s. š., 16°28′ v. d.  |
| 5      | Tarso Ouri (Chegar Tech) | 3150      |                 | 21°25′ s. š., 18°40′ v. d. |
| 6      | Tarso Voon               | 3100      |                 | 20°37′ s. š., 17°22′ v. d. |
| 7      | Ehi Timi Ouli            | 3040      |                 | 21°4′ s. š., 16°34′ v. d.  |
| 8      | Tarso Tieroko            | 2910      |                 | 20°45′ s. š., 17°52′ v. d. |
| 9      | Tarso Toh                | 2000      |                 | 21°20′ s. š., 16°20′ v. d. |
| 10     | Binim                    | 1360      | Guéra           | 12°3′ s. š., 18°57′ v. d.  |
| 11     | Silagni                  | 1236      | Guéra           | 12°15′ s. š., 18°57′ v. d. |
| 12     | Nikou                    | 1230      | Guéra           | 12°7′ s. š., 18°49′ v. d.  |
| 13     | Diouga                   | 1210      | Guéra           | 12°16′ s. š., 18°50′ v. d. |
| 14     | Kopo                     | 1201      | Guéra           | 12°21′ s. š., 18°51′ v. d. |
| 15     | Sorro                    | 1201      | Guéra           | 12°21′ s. š., 18°51′ v. d. |
| 16     | Mont Koumbala            | 1163      | Logone Oriental | 7°36′ s. š., 15°53′ v. d.  |
| 17     | Oua                      | 1091      | Guéra           | 11°2′ s. š., 17°55′ v. d.  |
| 18     | Samki                    | 1068      | Guéra           | 11°4′ s. š., 17°54′ v. d.  |